# Ivan Erill
Ivan Erill es un biólogo computacional español conocido por sus investigaciones en genómica comparativa y microbiología molecular. Su trabajo se centra principalmente en la genómica bacteriana comparativa, mediante el desarrollo de métodos computacionales para el análisis de redes reguladoras y su evolución.

## Educación y carrera
Ivan Erill obtuvo la Licenciatura en Informática en 1996 y el Doctorado en Informática en 2003 por la Universidad Autónoma de Barcelona, por su trabajo en el diseño de sistemas microelectromecánicos para el análisis de ADN en el Instituto de Microelectrónica del CSIC de Barcelona. En 2008 pasó a ser profesor asistente en el Departamento de Ciencias Biológicas de la Universidad de Maryland, en el condado de Baltimore. Ascendió a profesor asociado en 2014 y a profesor titular en 2022.

## Investigación
Ivan Erill inició su carrera investigadora trabajando en el desarrollo de sistemas microelectromecánicos para aplicaciones biomédicas. Su trabajo incluyó el diseño de dispositivos de PCR y electroforesis de ADN en sustratos compatibles con CMOS para facilitar la integración de circuitos de control y detección en chip y el diseño de microagujas sensoras para monitorizar la isquemia cardíaca y los injertos de órganos, lo que dio lugar a la primera monitorización continua de la temperatura de órganos trasplantados durante su transporte.
Su trabajo en genómica comparativa microbiana se ha centrado principalmente en el estudio de las redes reguladoras de la transcripción. Trabajando en la respuesta SOS como red modelo, Erill desarrolló RCGScanner y luego CGB para analizar la evolución de este sistema transcripcional en múltiples grupos bacterianos, revelando que esta respuesta contra el daño del ADN se basa evolutivamente en la síntesis de translesiones y no en la reparación del ADN, como se suponía tradicionalmente. En colaboración con otros grupos, ha descrito múltiples motivos de unión divergentes para el represor transcripcional SOS, y ha demostrado que las redes SOS pueden ser reguladas por represores transcripcionales codificados por bacteriófagos.
El trabajo de Erill se ha centrado también en la dinámica evolutiva de los factores de transcripción y sus sitios de unión, usando simulaciones evolutivas y análisis basados en la teoría de la información, así como análisis comparativos de motivos de unión a FT   aprovechando la base de datos CollecTF desarrollada por su laboratorio También ha aplicado enfoques genómicos para dilucidar la evolución de los genes de resistencia a los antibióticos y su diseminación, revelando que los genes de resistencia pueden ser anteriores al desarrollo de compuestos antimicrobianos, y que los antibióticos pueden inducir la diseminación de genes de resistencia induciendo la transferencia lateral de genes mediada por integrones y otros elementos genéticos móviles.